# Clitoria guianensis
Clitoria guianensis är en ärtväxtart som först beskrevs av Jean Baptiste Christophe Fusée Aublet, och fick sitt nu gällande namn av George Bentham. Clitoria guianensis ingår i släktet Clitoria, och familjen ärtväxter.

## Underarter
Arten delas in i följande underarter:
- C. g. chapadensis
- C. g. guianensis
- C. g. macrocleistogama